# Vlag van Westhoek

Vlag van Westhoek

De vlag van Westhoek is de dorpsvlag van het Nederlandse dorp Westhoek, in de Friese gemeente Waadhoeke. De vlag werd in de huidige vorm in 2000 geregistreerd. Het ontwerp van de vlag is van de hand van R.J. Broersma.

## Beschrijving
De beschrijving van de vlag is als volgt:
Drie banen wit, blauw en geel in de hoogteverhouding van 9 : 4 : 3, de deellijn twee keer naar onderen golvend, waar de deellijn tussen het wit en het blauw naar boven toe bij het midden van de vlag overgaat in een naar de vluchtzijde overslaande golf en de deellijn tussen het blauw en het geel op het midden van de vlag een naar boven gerichte instulping vormt; in de broektop van de vlag een rode aanziende ramskop.
De kleuren zijn afkomstig van het dorpswapen.

## Symboliek
- Rode ramskop: geplaatst aan de linkerkant om de naam "Westhoek" uit te beelden, zoals de schapen in het dorpswapen. De ramskop verbeeldt ook de arbeidersbeweging.[3]
- Golf: symbool voor de ligging aan zee. Het duidt ook op de "Golf van Onrust", een monument in het dorp ter nagedachtenis aan de arbeidersbeweging in de 19e eeuw.[3]

Geel veld: staat voor de dijk rond Friesland. Dit komt ook terug in de wapens van zeewerende waterschappen zoals het wapen van de Bildtpollen.
- Kleurstelling: ontleend aan de vlag van Het Bildt.[3]